# Tatort: Spätlese
Spätlese ist ein Fernsehfilm aus der Fernseh-Kriminalreihe Tatort der ARD und des ORF. Der Film wurde vom WDR produziert und am 22. Mai 1977 zum ersten Mal gesendet. Er ist die 75. Folge der Tatort-Reihe.
Kommissar Haferkamp hat in seinem 10. Fall einen Mord aufzuklären, der ihn dabei zufällig zu weiteren Verbrechen führt.

## Handlung
Haferkamp informiert Claudia Bernhold und ihre gelähmte Schwester Ingeborg, dass ihr Mann Paul von einem unbekannten Täter erschlagen wurde. Da Haferkamp sowohl die Schwester als auch den Hausarzt Dr. Stolp für tatverdächtig hält, lässt er sie beschatten. Er ahnt nicht, dass Frau Bernhold bei der Durchsicht der Papiere ihres Mannes eine hohe Summe Geld findet. Überrascht sucht sie weiter und findet in einem Bankschließfach weitere 30.000 DM. In den Unterlagen ihres Mannes entdeckt sie ein Fahrtenbuch sowie Hinweise auf eine Erpressung, aus der sehr wahrscheinlich die Gelder stammen.
Ein Plan zeigt ihr einen Punkt in einer verlassenen Zeche auf. Haferkamp folgt ihr dorthin, aber kann sich nicht erklären, was sie dort will. Er lässt den Ort durchsuchen und schließt auf eine Art toten Briefkasten. Bei Überwachung der Zeche überrascht er den wohlhabenden Eckart Waarst, der gerade Geld in einem alten Ofen deponiert. Waarst schweigt und will keine Auskunft darüber geben. Parallel findet auch Frau Bernhold heraus, dass Waarst wahrscheinlich der Erpresste ist. Sie rätseln darüber, womit ihr Mann Waarst erpresst haben könnte.
Waarst, der selbst nicht weiß, wer ihn erpresst, wird von Haferkamp auf Frau Bernhold gelenkt. Er sucht sie zu Hause auf und versucht sie einzuschüchtern, obwohl sie beteuert, den Grund der Erpressung nicht zu kennen. Waarst legt ihr nahe, einfach Gras über die Sache wachsen zu lassen, gibt jedoch Haferkamp im Tennisclub zu verstehen, sich alles Geld von den Schwestern wiederzuholen. Die Schwestern vertrauen sich nun Haferkamp an und er überprüft die Fahrten von Bernhold mit nicht aufgeklärten Kriminalfällen. Dort entdecken Haferkamp und Kreutzer eine Übereinstimmung mit einem Mord an einem Mädchen, der drei Jahre zurückliegt. Bernhold scheint damals die Tat beobachtet zu haben und erpresste daraufhin den Täter Waarst. Der Kommissar versucht mit einem Trick, Waarst aus der Reserve zu locken. Er schickt Bernholds Kollegen Trimke vor, der nun so tun soll, als ob er die Erpressung weiterführen würde. Waarst erwartet ihn bei sich zu Hause zur Geldübergabe, aber auch Haferkamp ist beim Treffen dabei. Waarst sieht sich überführt und findet keinen anderen Ausweg, als sich mit Gift das Leben zu nehmen.
Für den Mord an Paul Bernhold konnte zwischenzeitlich ein Stadtstreicher als Mörder überführt werden.

## Produktionsnotizen
Gedreht wurde unter dem Arbeitstitel Teufelskreis vom 11. Januar bis zum 9. Februar 1977 im Bavaria-Atelier München-Geiselgasteig. Die Außenaufnahmen entstanden in München, Essen und im Ruhrgebiet.